# 法拉利LaFerrari

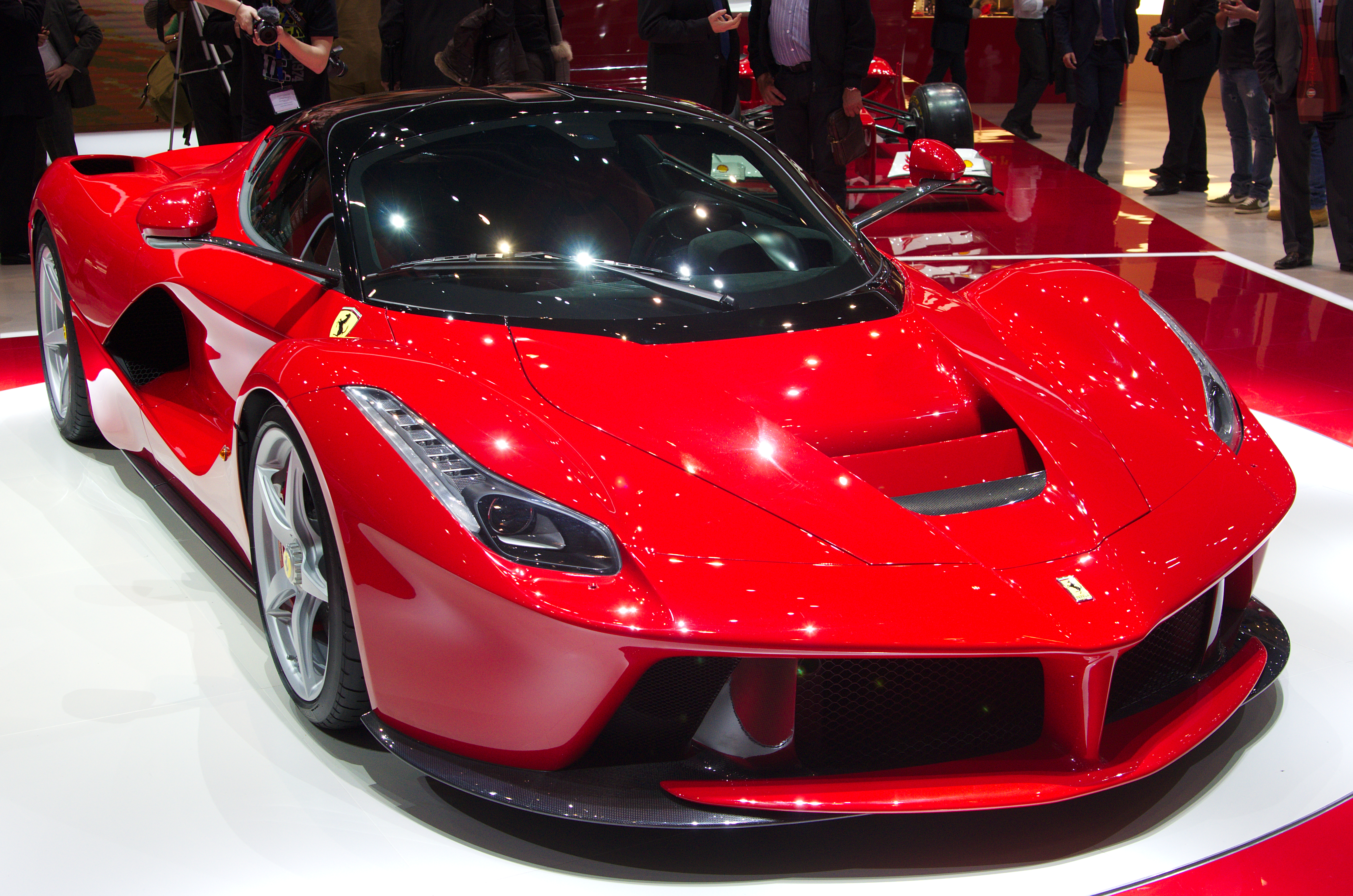
日内瓦车展上发布的LaFerrari

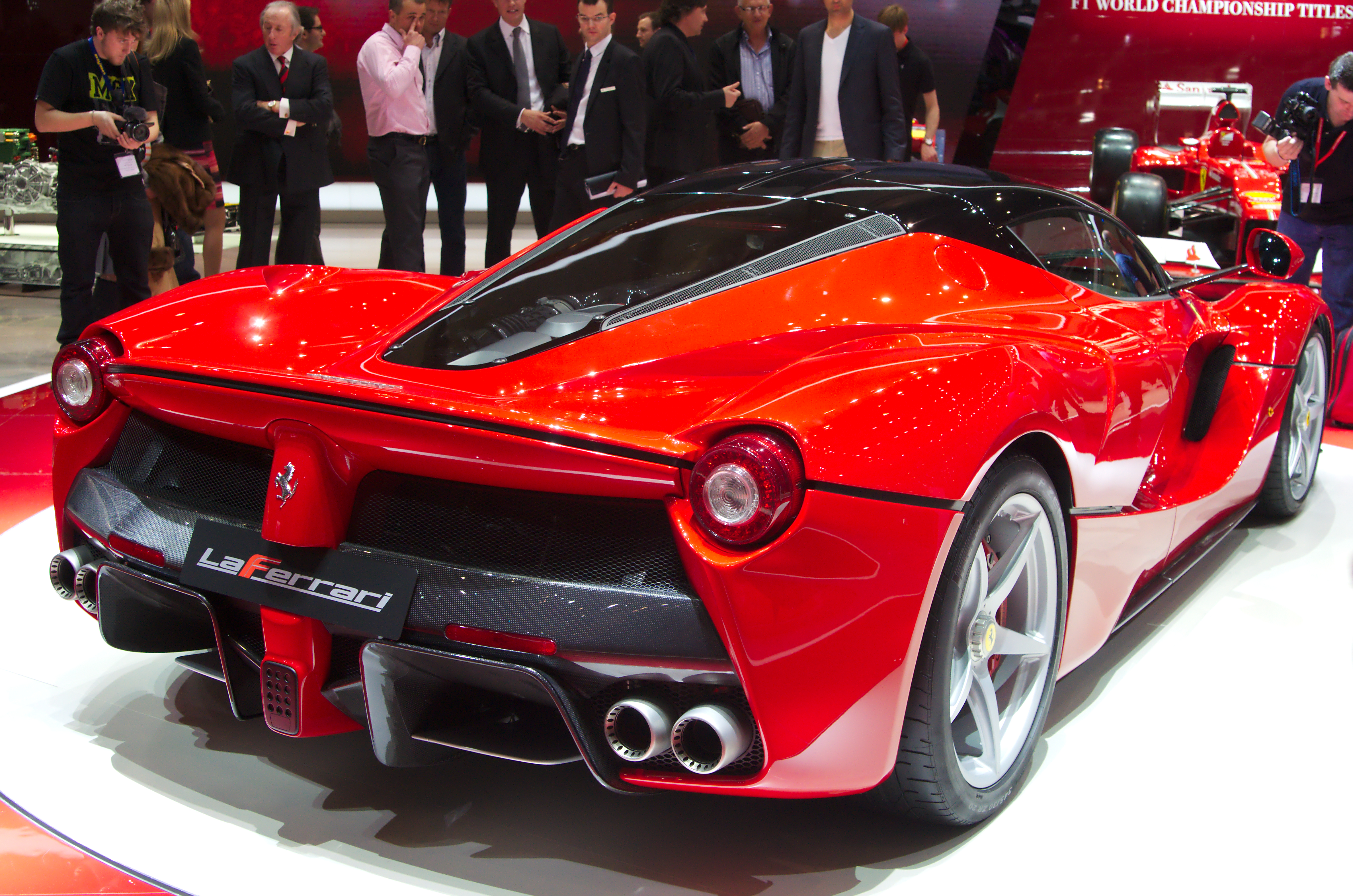
LaFerrari的右后方

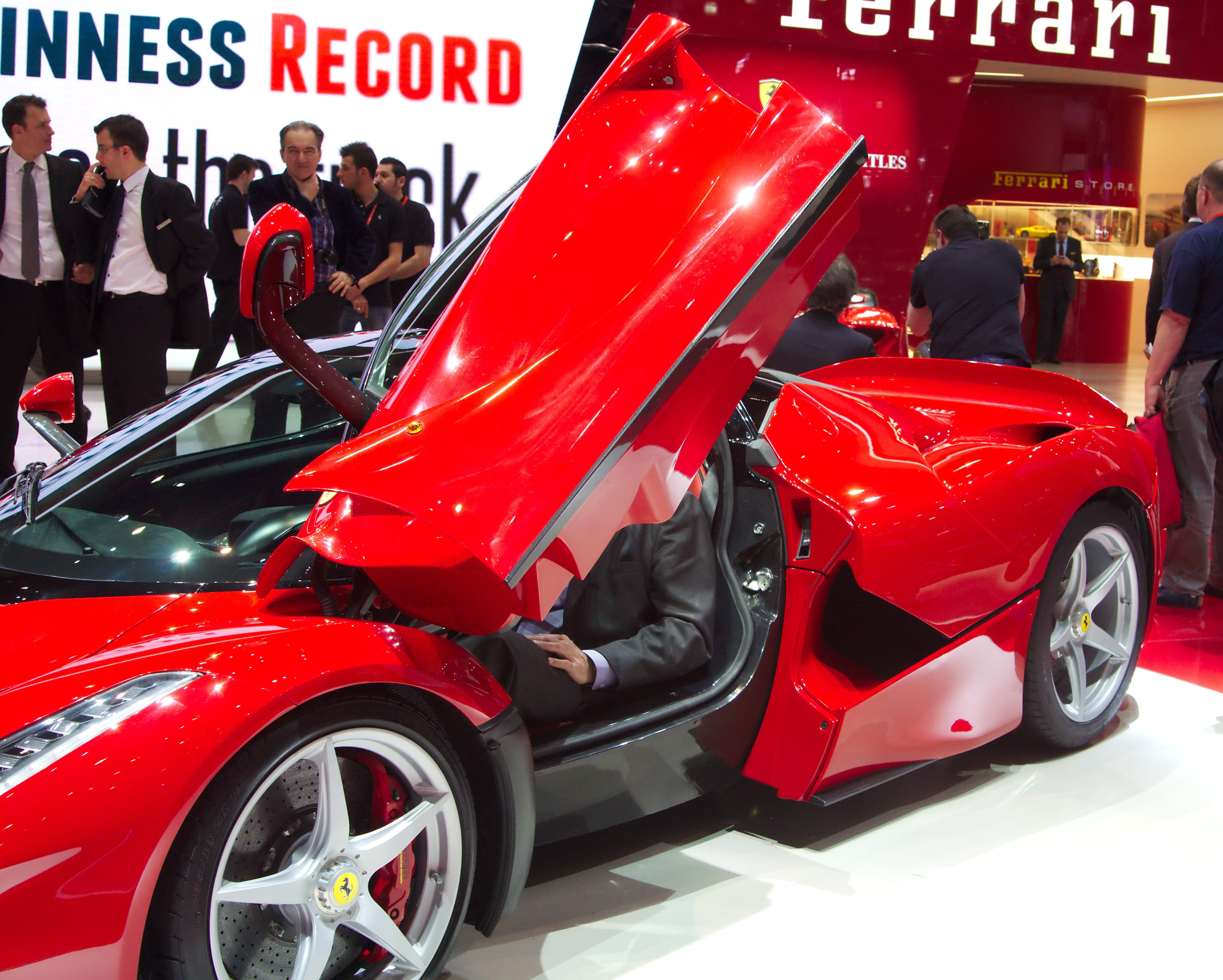
開啟車門的LaFerrari

LaFerrari（代号F70，内部代号F150）是法拉利推出的一款混合动力超级跑车。车名中“La”为意大利语中用于陰性单数名词前的定冠词，相当于英语的“The”。该车于2013年在日内瓦车展上首次亮相。它的设计借鉴了法拉利FXX赛车的测试成果。并计划将车重控制在1,000公斤以内， 但最终公布的重量为1,255公斤。同恩佐一样，LaFerrari为限量生产，數目為499辆。 2016年8月31日，廠方宣佈額外生產第500輛供慈善拍賣所用，所得收益將全數捐給2016年意大利中部地震的災民。

## 设计开发
2011年，法拉利为其V12混合动力旗舰车型共考虑了九种概念设计方案，随后在2011年4月缩减为五种。在这五种方案中，制造了两个全尺寸概念车：LaFerrari Concept Manta（内部代号：2011模型2）和LaFerrari Concept Tensostruttura（内部代号：2011模型3）。这两款概念车分别在意大利马拉内罗的法拉利博物馆以及阿布扎比的法拉利世界展出。

## 概况
LaFerrari是法拉利推出的第一款混合动力跑车，其動力為法拉利V12缸自然進氣引擎中最強，然而其油耗却降低了40%。LaFerrari搭載了一具6.3公升(6,262cc,缸徑94mm/衝程75mm)V12缸自然進氣引擎，在9,000 rpm時可輸出最大800馬力(597 kW)，在6,750 rpm時則可輸出最大扭力700 Nm，引擎最高轉速可達9,250 rpm。
LaFerrari除了強大的引擎動力外，還在後軸搭載了一具120kW(163馬力)的電動馬達並兼具法拉利動能回收系統，俗称HY-KERS。该系统相当于配备了一具增压器，可在加速時提供額外的馬力輸出，使LaFerrari在9,250 rpm時可輸出最大963馬力(709 kW)，在6,750 rpm時則可輸出最大扭力900 Nm。二氧化碳排放量为每公里330克。
法拉利还为LaFerrari装配了碳陶瓷刹车碟，直径分别为前车轮398毫米，后车轮380毫米。轮胎规格为前车轮265/30 R19，后车轮345/30 R20。
LaFerrari的车架采用了纯碳纤维来製造以达到减轻重量的目的。法拉利官方称该车架的刚性比它的上一代Enzo提升了了27%，车架劲度则提升了22%，車體配重比例為前41%/後59%。

## 设计
LaFerrari是首款完全由法拉利自主研发的车型，宾尼法利纳公司没有提供任何技术支持。这也标志着宾尼法利纳公司和法拉利自从1951开始的持續性合作走到了尽头。然而法拉利却又声明，另有两款由该公司参与设计的跑车没有发布，所以并不会就此与宾尼法利纳断绝合作关系。

### 空气动力
在LaFerrari的设计上，由于其定位为上一代超级跑车恩佐的后继车型，法拉利为其进行了独特的空气动力学设计，使其风阻仅为0.3。另外，为了使车辆在极速行驶时有更好的稳定性表现，LaFerrari配备了可变的伸缩尾翼，尾部的底盘上也安装了能根据车速自动调节的扰流板。

### 车门
在车门的设计上，LaFerrari沿用了恩佐的蝴蝶式車門令车辆更具动感。LaFerrari车门的铰链安装在A柱和车体的连接处，使得驾驶者出入跑车，开关车门更方便。

## 性能
法拉利测试其最高时速超過350公里（220英里），民間自行測試則達到时速超過370公里。時速0 - 100公里加速小於3秒，時速0 - 200公里加速小於7秒，時速0 - 300公里的加速时间僅需15秒。

## 赛道版本
同恩佐拥有赛道版本FXX一样，法拉利还将推出LaFerrari的赛道版，命名为FXX-K，并为其配备了专门的发动机和空气动力套件，售价在470万之780万美元之间。限定32輛。